# Рефлексія (філософія)
Рефле́ксія (від пізньолат. reflexio — «повертаюся назад») — філософський метод, за якого об'єктом пізнання може бути сам спосіб пізнання (гносеологія) чи знання, думка, вчинок (епістемологія).
Рефлексія — унікальна здатність людської свідомості в процесі сприйняття діяльності сприймати й саму себе, внаслідок чого людська свідомість постає як самосвідомість (знання про знання або думка про думку).
Процес самопізнання, за якого усвідомлюються й осмислюються власні думки та психічні переживання, називають саморефлексією.
Інший погляд на рефлексію пропонує О. М. П'ятигорський, який вважає рефлексію мисленням, що звернено на себе, тобто — на мислення. Мислення з'являється як рефлексія та «тримається» рефлексією, продовжується нею.